# منزل الحیاه
منزل الحیاه (به عربی: منزل الحیاة) یک شهرک در تونس است که در استان منستیر واقع شده‌است. منزل الحیاه ۱۲٬۹۲۷ نفر جمعیت دارد.